# Palazzo Saluzzo di Corigliano

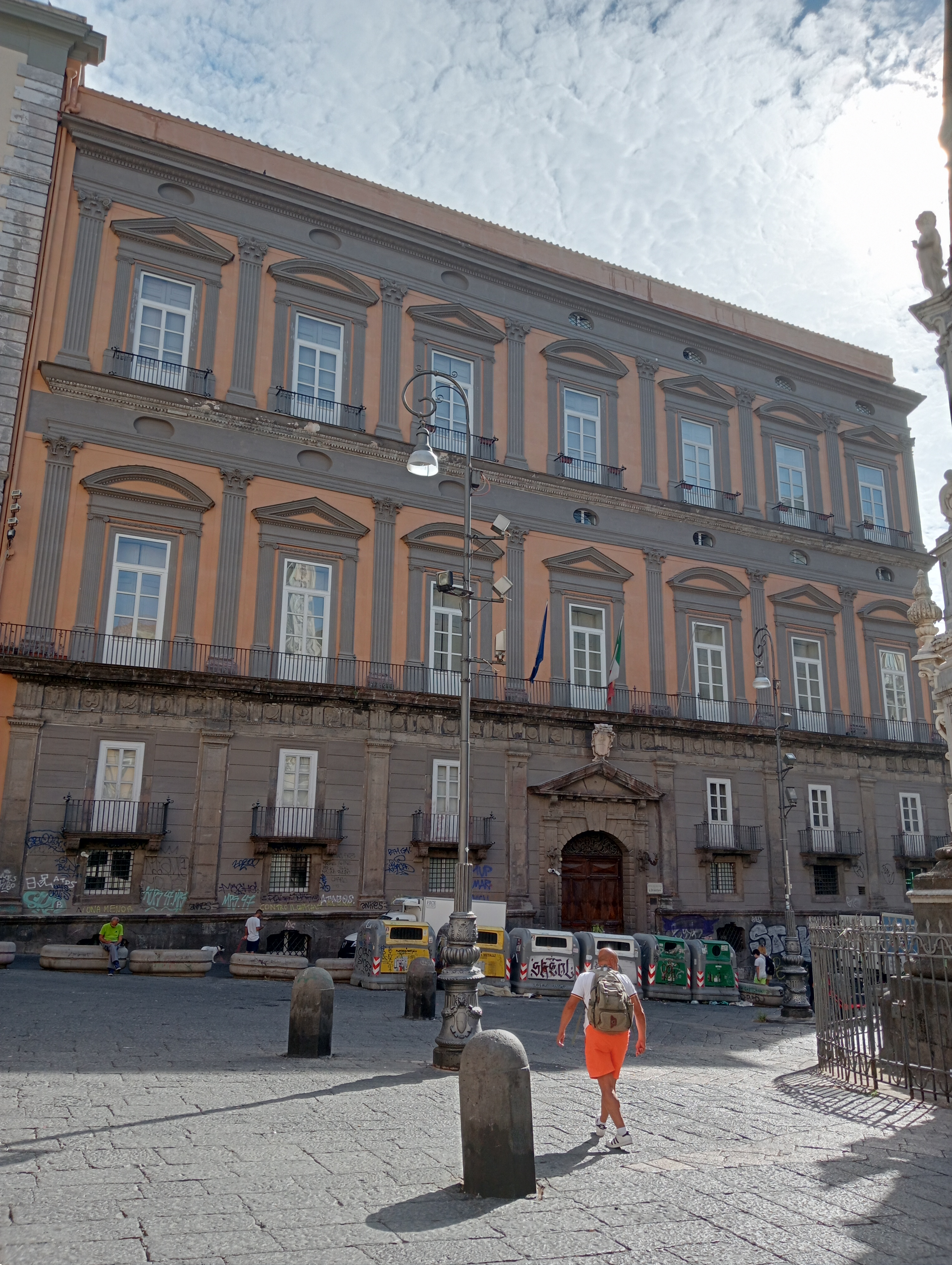
Palazzo Saluzzo di Corigliano in Neapel

Der Palazzo Saluzzo di Corigliano ist ein Palast aus dem 16. Jahrhundert im Viertel Porto in Neapel in der italienischen Region Kampanien. Er liegt an der Piazza San Domenico Maggiore und beherbergt heute den Fachbereich Asien, Afrika und Mittelmeerländer der Universität Neapel L’Orientale.

## Geschichte
Das Gebäude wurde im 16. Jahrhundert unter dem Namen „Palazzo di Sangro di Vietri“ unter der Leitung des Architekten Giovanni Francesco Mormando aus Cosenza und im Auftrag von Giovanni di Sangro errichtet, um die Aufnahme der Familie Di Sangro in den Sedile di Nilo, also in den Kreis der ältesten und berühmtesten Adelsfamilien Neapels, zu feiern. Auf dem Grundstück, auf dem der Palast errichtet wurde, standen vorher sieben Häuser, die miteinander verbunden waren und den Mönchen der Heiligen Patrizia gehörten; sie verkauften sie an die Familie Di Sangro.
1587 fiel der Palast an die Familie Carafa di Belvedere. Der Gatte von Anna Carafa, Ramiro Felipe Núñez de Guzmán, II. Herzog von Medina de las Torres, ließ 1636 wesentliche Veränderungen an der Fassade vornehmen: Das Eingangsportal erhielt Bossenwerk und die Rahmen der Fenster wurden zu Balkonen.
Nach dem Erdbeben von 1688 ließen die Gambacortas, Herzöge von Limatola, den Palast erneut umbauen, wobei die Balustraden aus Marmor durch Eisengeländer ersetzt, die Zinnen entfernt und die Treppe neu gestaltet wurde. Zwischen 1727 und 1732 kaufte Agostino Saluzzo, II. Herzog von Corigliano, (1680–1747), der Neffe des gleichnamigen Agostino Saluzzo dem Älteren (1631–1700), den Palast. Letzterer das Lehen Corigliano in Kalabrien gekauft, auf das er 1649 den Herzogstitel erhielt. So wurde der Palast unter dem Namen des Käufers bekannt. Dieser ordnete Renovierungen sowohl innen als auch außen an, was zum Aufbau eines zweiten Obergeschosses führte, in dem die Repräsentationsräume untergebracht wurden. Einer der letzten Eingriffe wurde unter der Leitung von Gaetano Genovese durchgeführt, der zu den bekanntesten Architekten des Klassizismus in der Stadt gehörte.
Das Istituro Orientale, heute Universität Neapel L’Orientale, mietete von 1927 bis 1934 das Piano nobile zum Zwecke der Neuordnung, die im Folgejahr mit dem Kauf des Palazzo Giusso und dem Umzug dorthin abgeschlossen wurde. 1935 entschloss sich die Familie Saluzzo di Corigliano, die somit ohne Mieteinnahmen war, zum Verkauf des Palastes für den damaligen Gegenwert von 1,5 Mio. Lire. Bis in die 1970er-Jahre hatte das Istituto Nazionale della Previdenza Sociale dort seinen Sitz und 1977 entschloss sich die Universität Neapel L’Orientale, nach fast 10-Jährigen Verhandlungen, das gesamte Gebäude zu kaufen.
Eine umfassende Restaurierung mit dem Ziel der Wiederherstellung der geschichtlich und künstlerisch interessanten Teile des Gebäudes und der Anpassung auf die neuen, universitären Bedürfnisse begann 1988 und wurde 1992 abgeschlossen. Bei den Arbeiten wurden Reste von Bauwerken aus griechisch-römischer Zeit gefunden, genauer gesagt Reste einer alten, römischen Straße des unteren Decumanus der Stadt und griechische Mauern. Diese Überreste wurden in die große Aula integriert, die „Aula Mura Greche“ benannt wurde. Die Restaurierungsarbeiten wurden von Ugo Carputi, Massimo Pica Ciamarra und Ezio de Felice von der Architekturfakultät von Neapel geplant und geleitet, und zwar mit Unterstützung der Architekten Paola Gargiulo und Roberto Fedele.

## Beschreibung
Wenig oder nichts ist von dem Gebäude vor dem Erdbeben von 1688, das Benevent zerstörte und den Palast zusammen mit anderen Gebäuden in Neapel schwer beschädigte, erhalten geblieben. Von dem ursprünglichen Gebäude stammen die dorischen Säulen im Erdgeschoss; verloren gegangen ist aber bei den Umbauten der folgenden Jahre das wertvolle Gesims aus Piperno, das mit Metopen und Triglyphen verziert war, von denen einige (wie wir aus einer zeitgenössischen Illustration wissen) die Gesichter der Familie Di Sangro zeigten.
Das gesamte Gebäude ist seit dem letzten Eingriff von Genovese im Rokokostil gehalten. Im zweiten Obergeschoss, im heutigen Lesesaal der Bibliothek für asiatische Studien, kann man eine Galerie bewundern, die mit Fresken am Gewölbe und an den Wänden verziert ist. Schließlich fungierte ein kleines Zimmer namens „Cabinet“ als Studio und ist mit Spiegeln bedeckt, die unter der Leitung des Dekorateurs Filippo Buonocuore geschaffen wurden; es besitzt auch reiche, figürliche Verzierungen, die von Bartolomeo Granucci angebracht wurden.

## Bildergalerie

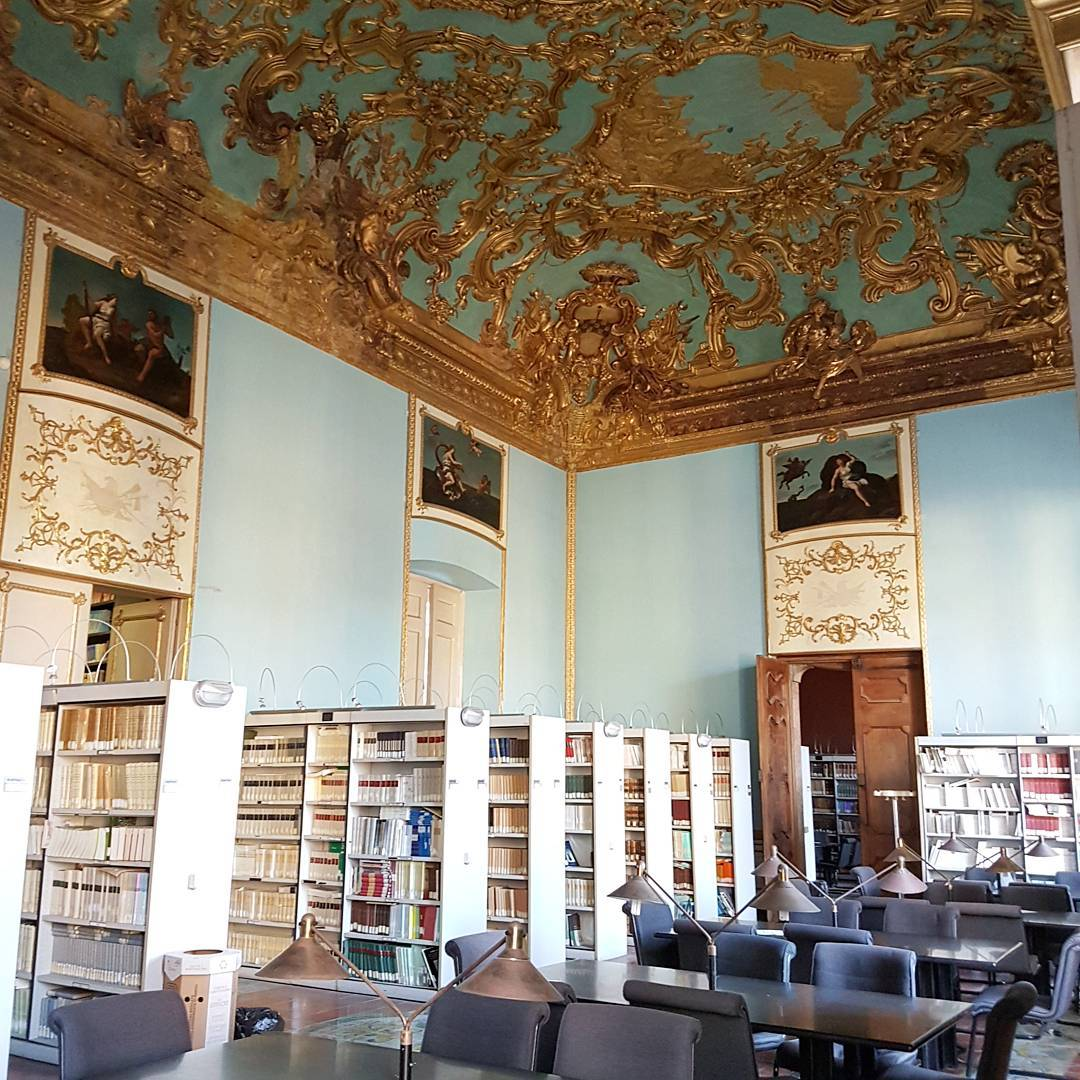
Einer der Säle im Piano nobile
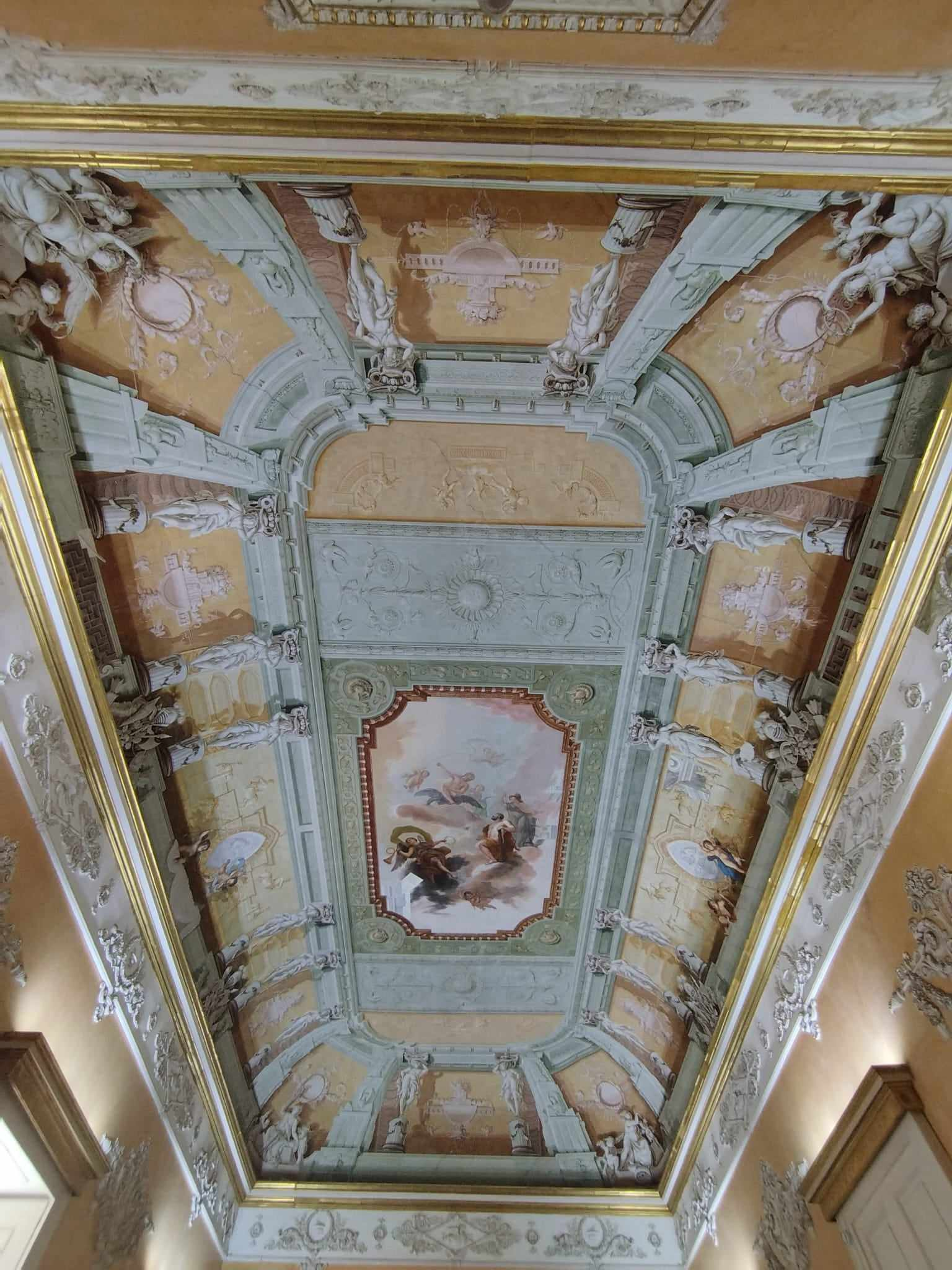
Weiterer Saal mit Fresken am Gewölbe aus dem 18. Jahrhundert